# Alberich Zwyssig

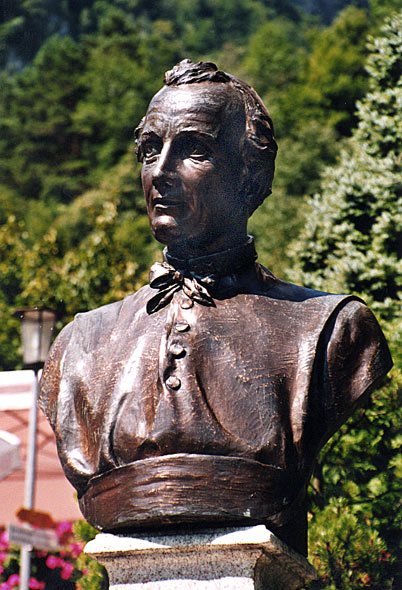
Byst av Alberich Zwyssig.

Alberich eller  Alberik Zwyssig, egentligen Johann Josef Maria Zwyssig, född 1808 och död 1854, var en schweizisk cisterciensermunk och kompositören till Schweiz' nationalsång, Schweizerpsalm.
Zwyssig föddes i Bauen i kantonen Uri. Mellan 1821 och 1841 bodde han i Wettingens kloster i Wettingen, först som elev i klosterskolan och senare som munk och präst. Alberich (eller Alberik) var det namn som Zwyssig tog som munk. I Wettingen fungerade han även som lärare, körledare och som abbottens sekreterare.
Sedan kantonen Aargau upplöst klostret 13 januari 1841 vandrade munkarna i flera år från plats till plats. Efter Sonderbundkriget 1847 tillbringade Zwyssig sex år som gäst i Wurmsbachs kloster i Jona vid Zürichsjön. Där ansvarade han för musiken i klostrets nyligen grundade dotterskola, och skrev en stor mängd musik både världslig och sakral. 1854 hade munkarna till slut kommit till den österrikiska delstaten Vorarlberg och startade på nytt i Mehreraus kloster i Bregenz. Zwyssig fungerade som det nya klostrets kantor men dog efter bara ett par månader på den nya orten, 18 november 1854.